# Maximilian Felzmann
Maximilian Felzmann, avstrijski general, * 22. april 1894, † 8. julij 1962.